# Foros Timis Ston Greco
Foros Timis Ston Greco (griego: "Φόρος Τιμής Στον Γκρέκο") es un box set de edición limitada, del músico griego Vangelis, editado en 1995 por Warner Music.
El álbum, cuyo título se podría traducir como "un tributo u homenaje al Greco", es un trabajo conceptual en torno a la figura del célebre pintor renacentista hispano-griego Doménikos Theotokópoulos (1541-1614).

## Detalles
Foros Timis Ston Greco es una de las obras más exquisitas y menos conocidas de Vangelis, posiblemente debido a haber sido comercializado sólo en Grecia y en edición limitada.
El digipak incluyendo el disco, al igual que un libro adjunto de 127 páginas, venían alojados en una gran caja azul aterciopelada, el coste inicial de la caja era de 30.000 dracmas (unos 95 €).
El objetivo de este trabajo fue curioso: se prensaron sólo 3000 copias -todas firmadas por Vangelis-, las cuales fueron cedidas por el músico a la Galería de Arte Nacional y Museo Alexandros Soutzos de Atenas (institución que lo comercializó), a fin de recaudar fondos para comprar el cuadro "San Pedro", del Greco (circa 1608).
No obstante al día de hoy la obra permanece en España, en el Real Monasterio de San Lorenzo de El Escorial.

El ángulo inferior derecho de "La Virgen con el Niño, santa Inés y santa Martina" fue elegido como portada de la caja

La portada que ilustraba la caja era un detalle del ángulo inferior derecho del óleo "La Virgen con el Niño, santa Inés y santa Martina" (circa 1597-1599).
La afamada soprano Montserrat Caballé participa en la pista No. 3, mientras que el tenor griego Konstantinos Paliatsaras hace lo propio en el No. 5.

## Lista de temas
- Cada track figura en griego como "Meros" (movimiento).

1. Μέρος 1 - 10:08
2. Μέρος 2 - 5:25
3. Μέρος 3 - 6:26
4. Μέρος 4 - 9:46
5. Μέρος 5 - 8:12
6. Μέρος 6 - 11:52
7. Μέρος 7 - 7:00

## Personal
- Vangelis Papathanassiou - autor, arreglador, intérprete, productor
- Montserrat Caballé - voz (soprano), track 3
- Konstantinos Paliatsaras - voz (tenor), track 5
- Ivan Cassar - director coral
- Stylorouge - diseño gráfico
- Doménikos Theotokópoulos - ilustraciones